# جمهوری شوروی سوسیالیستی ازبکستان
جمهوری سوسیالیستی ازبکستان شوروی یا ازبکستان شوروی، یکی از ۱۵ جمهوری تشکیل‌دهندهٔ اتحاد جماهیر شوروی بود.